# Ligue 2
Die Ligue 2, kurz L2 oder D2, ist die zweithöchste Spielklasse des französischen Fußballs. Sie existiert als Profiliga seit der Saison 1933/34, war von 1970 bis 1993 eine „offene Liga“, an der auch Amateurmannschaften teilnehmen durften, und hieß bis 2002 Division 2. Seit 2020 ist der indische Reifenhersteller Balkrishna Industries (kurz: BKT) offizieller Namenssponsor; die Bezeichnung wird allerdings von Medien und Zuschauern nur selten verwendet.
Der Liga haben bis einschließlich der Spielzeit 2020/21 Mannschaften von 161 Vereinen angehört, darunter am längsten für jeweils mindestens vierzig Jahre der Le Havre AC (44), Racing Besançon (42, davon 41 Saisons ab 1945/46 in ununterbrochener Folge), AS Cannes (41) und – nicht mit dem im 21. Jahrhundert für eine Saison zweitklassigen Avenir Sportif Béziers zu verwechseln – die AS Béziers sowie LB Châteauroux (je 40). Dahinter folgen Grenoble Foot (39), FC Valenciennes (37) (Stand: einschließlich der Saison 2020/21).

## Modus
Jeder Verein bestreitet ein Heim- und ein Auswärtsspiel gegen jede andere Mannschaft der Liga. Es gilt auch hier die Drei-Punkte-Regel; bei Punktgleichheit entscheidet die bessere Tordifferenz, ist auch diese gleich, die größere Zahl der erzielten Treffer. In früheren Jahrzehnten gab es wechselnde Zahlen von Auf- und Abstiegsplätzen; teilweise existierte auch eine Kombination aus feststehenden Abstiegsplätzen (z. B. die ersten beiden) und Ausscheidungsspielen (Barrages) zwischen den nächstplatzierten Mannschaften der D2 gegen den Dritt- (und Viert-)letzten der D1. Von 1997 bis 2016 galt, dass die drei besten Vereine einer Saison in die Ligue 1 auf-, die drei schlechtesten in die National (D3) absteigen. Erstmals nach Ende der Saison 2016/17 gibt es wieder nur zwei direkte Aufstiegsplätze, während die Dritt-, Viert- und Fünftplatzierten zunächst unter sich das Team ausspielen, das anschließend gegen den D1-Drittletzten zwei Barrages bestreiten darf. Für den Ab- und Aufstieg zwischen zweiter und dritter Liga gilt hingegen, dass der L2-18. zwei Begegnungen gegen den D3-Dritten bestreitet, von deren Ausgang sein Klassenerhalt abhängt.
Hauptspieltag ist der Freitagabend; eine vermeintlich attraktive Begegnung wird entsprechend den Wünschen der Bezahlfernsehsender erst am Montagabend ausgetragen. Im Landespokal müssen die Zweitligaklubs in der 7. Runde – also vor Beginn des eigentlichen Hauptwettbewerbs („Compétition propre“) – eingreifen.

## Ausländische Spieler
Auch in der zweiten Liga gilt, dass Frankreich einen Magneten für ausländische Fußballer darstellt. In der Saison 2010/11 besaß bei den 20 Klubs mehr als ein Drittel der Spieler keine französische Staatsangehörigkeit; allerdings unterliegen solche, die aus einem der Staaten des EWR, mit der EU assoziierten Gebieten sowie aus Frankreichs überseeischen Besitzungen beziehungsweise Regionen stammen, nicht den Ausländerrestriktionen des zuständigen Verbandes.
Der Löwenanteil der 158 „Fußballimmigranten“ stammte aus dem nordwestlichen (87 Spieler) und dem zentralen bzw. östlichen (32) Afrika; Algerien (16), der Senegal (15), Kamerun (12), Mali (11), Marokko und die Elfenbeinküste (je 10) stellten hier die größten Gruppen. Aus anderen europäischen Staaten kamen insgesamt 24 Spieler (darunter fünf Serben und je drei Kroaten, Portugiesen und Belgier). Zehn Amerikaner (davon sechs Brasilianer) und fünf Asiaten komplettierten diese Aufstellung.

## Geschichte
Die Ligue 2 hat ihr Gesicht häufiger verändert als die höchste Spielklasse. Dafür gibt es mehrere Gründe: der Fußball war bis mindestens in die 1980er Jahre in Frankreich in Zuschauergunst und Medieninteresse keineswegs so stark verwurzelt, dass für viel mehr als etwa zwei Dutzend Vereine eine tragfähige finanzielle Basis bestanden hätte, zumal die Tatsache, dass Frankreich großflächig und nicht so dicht wie Deutschland besiedelt ist, zu erhöhten Fahrtstrecken und Reisekosten führt und auch weniger zuschauerträchtige Lokalderbys ermöglicht.
Die verbreitete Diskrepanz zwischen relativ hohen Kosten und niedrigen Einnahmen hatte zur Folge, dass die D2 über längere Zeitabschnitte nicht ein-, sondern mehrgleisig organisiert war:
- zwei Gruppen (Nord und Süd) 1933/34, 1945/46, 1972–1993
- drei Gruppen (Nord, Mitte und Süd) 1970–1972
- vier Gruppen (Nord, Ost, Süd und West) 1937/38 mit einer sich anschließenden „Meisterrunde“ (phase finale) der je vier bestplatzierten Mannschaften

Von 1970 bis 1992 war die Division 2 eine „offene“ Liga, in der sowohl Amateur- als auch Profiklubs antreten durften; vor 1970 und wieder ab 1992 handelt es sich um eine reine Profiliga.
In der Saison 1948/49 spielte nach kurzfristigem Rückzug der AS Angoulême übrigens der 1. FC Saarbrücken als FC Sarrebruck in der D2 mit – sehr erfolgreich, aber nur außer Konkurrenz: deswegen zeigt die offizielle Abschlusstabelle dieser Spielzeit auch bloß 19 Teilnehmer (mit Racing Lens und Girondins-AS du Port Bordeaux auf den Plätzen eins und zwei). Wären die 38 Begegnungen der Saarländer gewertet worden, hätten die beiden Aufsteiger Sarrebruck und Bordeaux heißen müssen. (Zu den politisch-geschichtlichen Hintergründen dieses Intermezzos siehe hier.)

## Die Gründungsvereine 1933
Wie die Klubs der ein Jahr früher gestarteten höchsten Spielklasse zählen sich auch die 23 Gründungsvereine der Division 2 – soweit sie noch bestehen – zu Recht zu den Vorreitern des professionellen Fußballs in Frankreich. Dies waren in der Nordgruppe Amiens AC, RC Calais, Le Havre AC, FC Metz*, FC Mulhouse*, RC Roubaix, FC Rouen, US Saint-Servan-Saint-Malo, Racing Strasbourg, US Tourcoing, US Valenciennes sowie aus Paris Red Star Olympique* und der Club Français*. In der Südgruppe spielten Olympique Alès*, SO Béziers, FC Hyères*, FC Lyon, AS Monaco, AS Saint-Étienne sowie aus Bordeaux der Club Deportivo Español und der SC de la Bastidienne; diese beiden fusionierten nach Ende der ersten Spielzeit zum FC Hispano-Bastidienne Bordeaux.
Ebenfalls 1933/34 zugelassen waren die US Suisse aus Paris und der FC Arménienne aus Lyon; US Suisse zog sich während, Lyon noch vor Beginn der Saison zurück.
Die hierüber mit einem * versehenen sechs Vereine gehörten im Jahr zuvor bereits zu den Gründungsmitgliedern der Division 1, aus der sie abgestiegen waren.

## Meister, Auf- und Absteiger
Am häufigsten gewannen den Zweitligameistertitel der Le Havre AC und die AS Nancy (je fünf Titel), gefolgt von Racing Lens, OGC Nizza, Lille OSC (je vier) sowie SO/HSC Montpellier, OU/Olympique Lyon, FC Toulouse, AS Saint-Étienne, FC Metz und Racing Strasbourg (je drei).
| Saison    | Aufsteiger in die höchste Liga (D2-Meister zuerst genannt)            | Absteiger in die dritthöchste Liga |
| --------- | --------------------------------------------------------------------- | --- |
| 1933/34   | Red Star Olympique, Olympique Alès, Racing Strasbourg, FC Mulhouse    | FC Hyères, SO Béziers, AS Monaco, FC Lyon, Club Français, US Saint-Servan-Saint-Malo (alle freiwillig), US Suisse Paris, FAC Nizza (Rückzug während der laufenden Saison)                                                        |
| 1934/35   | CS Metz, US Valenciennes                                              | US Tourcoing, FC Hispano-Bastidienne Bordeaux (beide freiwillig) |
| 1935/36   | FC Rouen, RC Roubaix                                                  | SC Nîmes, AS Villeurbanne (beide freiwillig) |
| 1936/37   | RC Lens, US Valenciennes                                              | kein Absteiger |
| 1937/38   | Le Havre AC, AS Saint-Étienne                                         | RC Calais |
| 1938/39   | Red Star Olympique, Stade Rennes UC                                   | kein Absteiger |
| 1939–1945 | kein offizieller Meisterschaftsbetrieb                                | |
| 1945/46   | FC Nancy, SO Montpellier, Stade Français, FC Toulouse                 | FC Grenoble, SC Vichy (beide freiwillig), FC Mulhouse, ESA Brive |
| 1946/47   | FC Sochaux, Olympique Alès                                            | Stade Clermont (freiwillig), SC Toulon, USA Perpignan, Olympique Antibes-Juan-les-Pins |
| 1947/48   | OGC Nizza, SR Colmar                                                  | AS des Charentes Angoulême (freiwillig), AS Avignon |
| 1948/49   | RC Lens, Girondins-AS du Port                                         | SA Douai (freiwillig) |
| 1949/50   | Olympique Nîmes, Le Havre AC                                          | kein Absteiger; Olympique Lyon übernimmt den Platz von Lyon Olympique Universitaire |
| 1950/51   | Olympique Lyon, FC Metz                                               | GSC Marseille 2 (Rückzug während der Hinrunde) |
| 1951/52   | Stade Français, SO Montpellier                                        | Amiens AC, US Le Mans (beide freiwillig) |
| 1952/53   | FC Toulouse, AS Monaco, Racing Strasbourg                             | kein Absteiger |
| 1953/54   | Olympique Lyon, AS Troyes-Savinienne, Racing Paris                    | kein Absteiger |
| 1954/55   | UA Sedan-Torcy                                                        | kein Absteiger |
| 1955/56   | Stade Rennes UC, Angers SCO, US Valenciennes                          | kein Absteiger |
| 1956/57   | Olympique Alès, AS Béziers, Lille OSC                                 | kein Absteiger |
| 1957/58   | FC Nancy, Stade Rennes, Limoges FC, Racing Strasbourg                 | kein Absteiger |
| 1958/59   | Le Havre AC, Stade Français, SC Toulon, Girondins Bordeaux            | FC Perpignan (freiwillig) |
| 1959/60   | FC Grenoble, FC Nancy, FC Rouen, AS Troyes-Savinienne                 | FC Sète (freiwillig), Red Star Olympique (Zwangsabstieg) |
| 1960/61   | SO Montpellier, FC Metz, FC Sochaux, Racing Strasbourg                | Olympique Alès (freiwillig) |
| 1961/62   | FC Grenoble, US Valenciennes, Girondins Bordeaux, Olympique Marseille | kein Absteiger |
| 1962/63   | AS Saint-Étienne, FC Nantes                                           | CA Paris, CO Roubaix-Tourcoing, AS Troyes-Savinienne (alle freiwillig) |
| 1963/64   | OSC Lille, FC Sochaux, SC Toulon                                      | Le Havre AC, FC Nancy (beide freiwillig) |
| 1964/65   | OGC Nizza, Red Star Olympique, AS Cannes                              | kein Absteiger |
| 1965/66   | Stade Reims, Olympique Marseille                                      | US Forbach, US Marignane (beide freiwillig), Racing Paris (wg. Fusion mit Erstligist UA Sedan-Torcy) |
| 1966/67   | AC Ajaccio, FC Metz, AS Aix                                           | AS Cherbourg (freiwillig), Red Star Olympique (wg. Fusion mit Erstligist Toulouse FC) |
| 1967/68   | SEC Bastia, Olympique Nîmes                                           | Stade Paris (freiwillig) |
| 1968/69   | Angers SCO, AS Angoulême                                              | AS Béziers, EAC Chaumont, RC Lens, Lille OSC, SO Montpellier (alle freiwillig) |
| 1969/70   | OGC Nizza, AS Nancy, Stade Reims                                      | kein Absteiger; die D2 wurde in drei Gruppen aufgeteilt |
| 1970/71   | Lille OSC, Paris Saint-Germain, AS Monaco                             | SO Merlebach, Le Havre AC, FC Grenoble, Olympique Alès |
| 1971/72   | CS Sedan, US Valenciennes, Racing-Pierrots Strasbourg                 | US Quevilly, AC Mouzon, AC Évreux, AS Creil, ES La Rochelle, RC Joinville, Stade Quimper, AS Béziers, Montpellier Littoral SC, AS Aix, FC Martigues, GFCO Ajaccio (wg. Zusammenlegung der drei zu zwei D2-Gruppen)               |
| 1972/73   | RC Lens, Troyes AF, AS Monaco                                         | SM Caen, Amiens SC, FC Limoges, ESCN La Ciotat, CS Louhans-Cuiseaux, US Montélimar |
| 1973/74   | Lille OSC, Red Star FC, Paris Saint-Germain                           | AC Ajaccio (freiwillig), Stade Poitiers PEP, US Le Mans, ES La Rochelle, JGA Nevers, AC Arles, CS Vittel |
| 1974/75   | AS Nancy, US Valenciennes, Olympique Avignon                          | AC Cambrai, Stade Quimper, CA Mantes, FC Bourges, AAJ Blois |
| 1975/76   | Angers SCO, Stade Rennes, Stade Lavallois                             | SR Saint-Dié (freiwillig), CS Sedan-Mouzon, SO Cholet, USM Malakoff, FC Mulhouse, EDS Montluçon, JGA Nevers |
| 1976/77   | Racing Strasbourg, AS Monaco, FC Rouen                                | FC Bourges, US Tavaux-Damparis, FC Sète, FC Lorient, Amiens SC, SC Hazebrouck |
| 1977/78   | Lille OSC, Angers SCO, Paris FC                                       | Red Star (Auflösung/Neugründung), SR Haguenau, Entente Fontainebleau-Nemours, AS Poissy, US Nœux-les-Mines, SM Caen |
| 1978/79   | Stade Brestois                                                        | SA Épinal, Troyes AF, AC Arles, US Boulogne, US Melun, Amiens SC |
| 1979/80   | AJ Auxerre, Tours FC                                                  | Amicale Lucé, EAC Chaumont, FC Mulhouse, SC Toulon, Olympique Alès |
| 1980/81   | Stade Brest, Montpellier-La Paillade                                  | US Tavaux-Damparis, Olympique Avignon, AS Corbeil-Essonnes, FC Thionville, UES Montmorillon, SM Caen |
| 1981/82   | FC Toulouse, FC Rouen, FC Mulhouse                                    | Paris FC (Auflösung/Neugründung), SR Saint-Dié, GFCO Ajaccio, AAJ Blois, Calais RUFC, EDS Montluçon, Stade Quimper |
| 1982/83   | Stade Rennes, SC Toulon, Olympique Nîmes                              | US Nœux-les-Mines, ES Viry-Châtillon, AS Corbeil-Essonnes, FC Fontainebleau-Bagneaux, CS Blénod-Pont-à-Mousson |
| 1983/84   | Tours FC, Olympique Marseille, Racing Paris                           | AS Libourne, FC La Roche-sur-Yon, AS Angoulême, FC Villefranche, Entente Montceau-les-Mines, FC Roubaix |
| 1984/85   | Le Havre AC, OGC Nizza, Stade Rennes                                  | Amiens SC, LB Châteauroux, CS Louhans-Cuiseaux, AEPB La Roche-sur-Yon, FC Valence |
| 1985/86   | Racing Paris, AS Saint-Étienne                                        | RCFC Besançon (Auflösung/Neugründung), EAC Chaumont, FCAS Grenoble, FC Lorient, FC Rouen, CS Sedan-Mouzon |
| 1986/87   | Montpellier-La Paillade, Chamois Niortais, AS Cannes                  | Amiens SC, AS Red Star, FC Bourges, AS Béziers |
| 1987/88   | Racing Strasbourg, FC Sochaux, SM Caen                                | GFCO Ajaccio, FC Tours, SO Châtellerault, CO Saint-Dizier, Entente Melun-Fontainebleau, FC Lorient |
| 1988/89   | Olympique Lyon, FC Mulhouse, Brest Armorique                          | AC Le Touquet, Le Mans UC 72, FC Sète, Stade Rodez, FC Clermont-Ferrand, CO Le Puy |
| 1989/90   | AS Nancy, Stade Rennes                                                | FC Grenoble, FC Montceau, FC Lorient, SC Abbeville, Stade Quimper |
| 1990/91   | Le Havre AC, Olympique Nîmes                                          | Olympique Avignon, EAC Chaumont, CF Dijon, Stade Reims, Chamois Niortais, US Créteil |
| 1991/92   | Girondins Bordeaux, US Valenciennes, Racing Strasbourg                | Brest Armorique (Rückzug wg. Konkurs), US Orléans, AS Saint-Seurin, FC Grenoble, Olympique Saint-Quentin |
| 1992/93   | FC Martigues, Angers SCO, AS Cannes                                   | CS Louhans-Cuiseaux, GFCO Ajaccio, Stade Rodez, FC Perpignan, SA Épinal, FC Annecy, US Créteil, Amiens SC, EA Guingamp, LB Châteauroux, Tours FC, La Roche VF, RC Ancenis, FC Lorient (wg. Zusammenlegung der beiden D2-Gruppen) |
| 1993/94   | OGC Nizza, Stade Rennes, SC Bastia                                    | FC Rouen, US Valenciennes, FC Bourges, FC Istres |
| 1994/95   | EA Guingamp, FC Gueugnon                                              | Stade Saint-Brieuc, AS Beauvais, CS Sedan, Olympique Nîmes |
| 1995/96   | SM Caen, Olympique Marseille, AS Nancy                                | Stade Poitiers, USL Dunkerque, Angers SCO, Olympique Alès |
| 1996/97   | LB Châteauroux, FC Toulouse                                           | SA Épinal, Stade Saint-Brieuc |
| 1997/98   | AS Nancy, FC Lorient, FC Sochaux                                      | CS Louhans-Cuiseaux, SC Toulon, FC Martigues, FC Mulhouse |
| 1998/99   | AS Saint-Étienne, CS Sedan, ATAC Troyes                               | AS Red Star, AS Beauvais |
| 1999/00   | OSC Lille, EA Guingamp, FC Toulouse                                   | Amiens SC, ASOA Valence, CS Louhans-Cuiseaux |
| 2000/01   | FC Sochaux, FC Lorient, Montpellier HSC                               | FC Martigues, AS Cannes, Angers SCO |
| 2001/02   | AC Ajaccio, Racing Strasbourg, OGC Nizza, AC Le Havre                 | Olympique Nîmes, FC Martigues |
| 2002/03   | FC Toulouse, Le Mans UC, FC Metz                                      | AS Beauvais, ES Wasquehal, Stade Reims |
| 2003/04   | AS Saint-Étienne, SM Caen, FC Istres                                  | ASOA Valence, RC Besançon, FC Rouen |
| 2004/05   | AS Nancy, Le Mans UC, ES Troyes AC                                    | Angers SCO, Chamois Niortais |
| 2005/06   | FC Valenciennes, CS Sedan, FC Lorient                                 | Clermont Foot, Stade Laval, FC Sète |
| 2006/07   | FC Metz, SM Caen, Racing Strasbourg                                   | US Créteil, FC Istres, Tours FC |
| 2007/08   | Le Havre AC, FC Nantes, Grenoble Foot                                 | Chamois Niort, FC Libourne-Saint-Seurin, FC Gueugnon |
| 2008/09   | RC Lens, HSC Montpellier, US Boulogne                                 | SC Amiens, ES Troyes AC, Stade Reims |
| 2009/10   | SM Caen, Stade Brest, AC Arles-Avignon                                | EA Guingamp, Racing Strasbourg, SC Bastia |
| 2010/11   | FC Évian Thonon Gaillard, AC Ajaccio, FCO Dijon                       | OC Vannes, Olympique Nîmes, Grenoble Foot |
| 2011/12   | SC Bastia, Stade Reims, ES Troyes AC                                  | FC Metz, US Boulogne, SC Amiens |
| 2012/13   | AS Monaco, EA Guingamp, FC Nantes                                     | Le Mans FC, CS Sedan, Gazélec FC Ajaccio |
| 2013/14   | FC Metz, RC Lens, SM Caen                                             | LB Châteauroux, FC Istres, CA Bastia |
| 2014/15   | ES Troyes AC, Gazélec FC Ajaccio, SCO Angers                          | US Orléans, LB Châteauroux, AC Arles-Avignon |
| 2015/16   | AS Nancy, FCO Dijon, FC Metz                                          | FC Évian Thonon Gaillard, US Créteil, Paris FC |
| 2016/17   | Racing Strasbourg, SC Amiens, ES Troyes AC                            | Red Star Paris, Stade Laval |
| 2017/18   | Stade Reims, Olympique Nîmes                                          | US Quevilly, FC Tours, FC Bourg-Péronnas |
| 2018/19   | FC Metz, Stade Brest                                                  | Gazélec FC Ajaccio, Avenir Sportif Béziers, Red Star FC |
| 2019/20   | FC Lorient, RC Lens                                                   | Le Mans FC, US Orléans |
| 2020/21   | ES Troyes AC, Clermont Foot                                           | FC Chambly, LB Châteauroux |
| 2021/22   | FC Toulouse, AC Ajaccio, AJ Auxerre                                   | USL Dunkerque, AS Nancy |
| 2022/23   | Le Havre AC, FC Metz                                                  | FC Sochaux (zwangsrelegiert), FCO Dijon, Olympique Nîmes, Chamois Niort |
| 2023/24   | AJ Auxerre, SCO Angers, AS Saint-Étienne                              | Girondins Bordeaux (zwangsrelegiert), US Quevilly, US Concarneau, FC Valenciennes |
| 2024/25   | FC Lorient, Paris FC, FC Metz                                         | FC Martigues, SM Caen |

## Die Liga prägende ehemalige Spieler
Anfang 2016 hat die Redaktion von France Football eine Liste von 50 Spielern, die die zweite Liga seit 1933 prägten, veröffentlicht. Dabei wurde explizit darauf verzichtet, die ganz Großen des französischen Fußballs einzubeziehen, die zu Anfang oder am Ende ihrer Karriere – und oft kurzzeitig – in der D2 gespielt hatten wie Raymond Kopa (1949–1951 und 1964–1966), Michel Platini (1974/75) oder Jean-Pierre Papin (1984/85 und 1998); andere Nationalspieler hingegen sind durchaus darin enthalten.
Auf den dritten Rang hat die Zeitschrift ausnahmsweise gemeinsam drei Mitglieder einer Familie gesetzt, weil der Vater René und seine beiden Söhne die Liga über „den langen Zeitraum von drei Jahrzehnten dominiert“ hätten.
Die besten 20 dieser Liste sind:
| 1. Jean-Pierre Orts, viermal Ligatorschützenkönig zwischen 1988 und 1993 2. Christian Dalger 3. René, Pierre und Gérard Pleimelding 4. Benjamin Nivet 5. Maxime Bossis 6. Jean Nicolas 7. Abédi Pelé 8. Thierry Moreau 9. Petrus van Rhijn 10. Gérard Grizzetti, Rekordschütze einer einzelnen Saison (55 Tore 1968/69) | 1. Christophe Revault 2. Robert Blanc 3. Jean-Marc Ferreri 4. Ruud Krol 5. André Strappe 6. Didier Monczuk 7. Ivica Osim 8. Sabri Lamouchi 9. Patrick Martet 10. Léonard Specht |

## Nachweise
1. ↑  France Football vom 21. September 2010, S. 42/43
2. ↑  Die D2 startete in zwei Gruppen (Nord mit 13, Süd mit 8 Klubs); ein Endspiel der Gruppensieger um die Meisterschaft wurde nicht ausgetragen.
3. ↑  Die 25 Klubs der D2 spielten in dieser Saison in vier Gruppen mit anschließender Meister- (16) bzw. Abstiegsrunde (9 Vereine)
4. ↑  Die D2 spielte während der ersten Nachkriegssaison in zwei Gruppen
5. ↑  Dem Tabellenzweiten Red Star Olympique wurde der Aufstieg wegen Betrugs verwehrt
6. ↑  D2-Meister FC Gueugnon verzichtete auf den Aufstieg, weil der Verband ihn in der D1 nicht unter Amateurbedingungen spielen lassen wollte
7. ↑  Der Verband verweigerte dem zu Saisonbeginn mit Zwangsabstieg bestraften D2-Meister Olympique Marseille den sofortigen Wiederaufstieg („Bestechungsaffaire OM-VA“ in der Saison 1992/93)
8. ↑  Kurz vor Beginn der Saison 2005/06 wurde dem Aufsteiger ASOA Valence die Profilizenz entzogen, so dass Absteiger Clermont Foot in der Ligue 2 bleiben durfte
9. ↑  Châteauroux blieb dann doch in der zweiten Liga, weil der Ligaverband sich weigerte, den sportlich qualifizierten Aufsteiger Luzenac AP darin aufzunehmen.
10. ↑  „Les 50 qui ont fait la Ligue 2“, France Football vom 27. Januar 2016, S. 34–42